# Angkor Thom

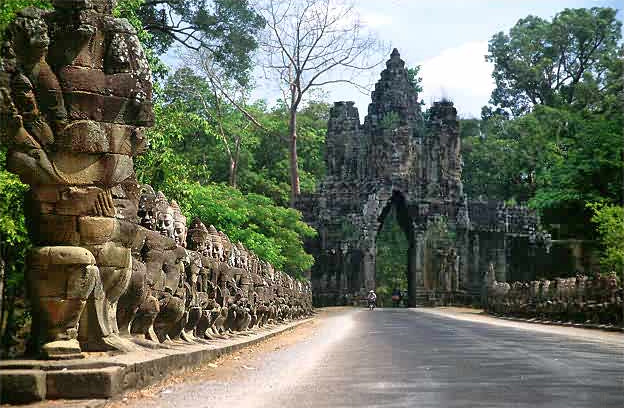
Angkor Thom - Jižní brána

Angkor Thom je městský komplex vybudovaný za vlády Džajavarmana VII. (vládl 1181-1220), nejvýznamnějšího panovníka Angkorské říše. Tento khmerský panovník se rozhodl vystavět nové hlavní město poté, co byl Angkor v r. 1177 vypleněn při vpádu čamských vojsk. Angkor Thom se nachází asi 7 km na sever od kambodžského města Siem Reap a 1,7 km od Angkor Vatu. Na západ od něj se prostírá monumentální nádrž zvaná Západní baraj. Název Angkor Thom znamená "velké město" (sanskrtsky Mahánagara).

Vnější zdi města jsou postavené na čtvercovém půdorysu se stranami odpovídajícími světovým stranám. Délka těchto zdí činí zhruba 13 km, výška 8 m. Kolem nich je 100 m široký obranný vodní příkop. V této obvodní hradbě jsou čtyři brány uprostřed stran a navíc jedna královská (zvaná Vítězná) na východní straně, jíž vedla cesta přímo ke královskému paláci. Brány mají shodnou výzdobu a výšku zhruba 20 m. Nad samotným průchodem jsou vytesané obří hlavy do všech čtyř stran, které nejspíše představují tvář Avalókitéšvary, neboť Džajavarmanova éra byla ve znamení mahájánového buddhismu. Motiv těchto hlav se pak opakuje i na ústředním chrámu Angkor Thomu, Bayonu.

Mezi zachovanými stavbami vyniká nejvíce právě centrální Bayon s bohatou reliéfní výzdobou a původně 49 věžemi, shodně zdobenými obřími tvářemi ze čtyř stran (zachovala se většina z věží).
Největší stavbou Angkor Thomu je však Baphuon, postavený již v 11. století, zřejmě však nedokončený. Imposantní jsou i dvě spojené terasy, nazývané Terasa malomocného krále (kde se zřejmě odehrávaly královské kremace) a Sloní terasa, přes niž vedla cesta od Vítězné brány do královského paláce. Z paláce ani jiných obydlí se nezachovalo nic, neboť byly stavěny z netrvanlivého materiálu (hlavně ze dřeva).

V roce 1992 byl Angkor Thom spolu s dalšími angkorskými památkami zapsán do seznamu Světového dědictví UNESCO.